# 최연승
최연승은 대한민국의 한의사다.

## 방송
- 더 지니어스: 블랙가넷 (2014) - 3위
- 더 지니어스: 그랜드 파이널 (2015) - 8위
- 피의 게임 (2021) - 준우승